# Manuel Senni
Manuel Senni (Cesena, 11 de março de 1992) é um ciclista italiano, membro da equipa Bardiani-CSF desde 2018. A sua estreia como profissional foi em 2015 depois de ganhar duas vezes no Giro do Vale de Aosta.

## Palmarés
2014 (como amador)
- 2 etapas do Giro do Vale de Aosta

2017
- Colorado Classic

## Resultados nas Grandes Voltas e Campeonatos do Mundo
| Carreira           | 2015 | 2016 | 2017 | 2018 | 2019 |
| ------------------ | ---- | ---- | ---- | ---- | ---- |
| Giro d'Italia      | -    | 76º  | 79º  | Ab.  |      |
| Tour de France     | -    | -    | -    | -    | -    |
| Volta a Espanha    | -    | -    | -    | -    | -    |
| Mundial em Estrada | -    | -    | -    | -    | -    |

-: não participa

Ab.: abandono

## Equipas
- BMC Racing Team (2015-2017)
- Bardiani-CSF (2018-)